# Helle Gade
Helle Gade (født 14. april 1971 i Silkeborg) er en dansk politiker fra Socialdemokratiet, der siden 1. januar 2022 har været borgmester i Silkeborg Kommune. Hun afløste venstremanden Steen Vindum.